# Самоа на Светском првенству у атлетици на отвореном 2022.
Самоа је учествовала на 18. Светском првенству у атлетици на отвореном 2022. одржаном у Јуџину  од 15. до 25. јула осамнаести пут, односно учествовала је на свим првенствима до данас. Репрезентацију Самое представљао је  такмичар који се такмичио у бацању диска.,.
На овом првенству такмичар Самое није освојио ниједну медаљу.
У табели успешности према броју и пласману такмичара који су учествовали у финалним такмичењима (првих 8 такмичара) Самоа је са 1 учесником у финалу делила 73. место са 1 бодом.
| Пл.  | Земља | 1. место | 2. место | 3. место | 4. место | 5. место | 6. место | 7. место | 8. место | Бр. фин. | Бод. |
| ---- | ----- | -------- | -------- | -------- | -------- | -------- | -------- | -------- | -------- | -------- | ---- |
| =73. | Самоа | 0        | 0        | 0        | 0        | 0        | 0        | 0        | 1        | 1        | 1    |

## Учесници
Мушкарци:
- Алекс Роуз — Бацање диска

## Резултати

### Мушкарци
| Атлетичар  | Дисциплина   | Лични рекорд | Квалификације | Квалификације | Полуфинале | Полуфинале | Финале   | Финале      | Детаљи |
| Атлетичар  | Дисциплина   | Лични рекорд | Резултат      | Место         | Резултат   | Место      | Резултат | Место       | Детаљи |
| ---------- | ------------ | ------------ | ------------- | ------------- | ---------- | ---------- | -------- | ----------- | ------ |
| Алекс Роуз | Бацање диска | 67,48 НР     | 64,14 кв      | 8. у гр. А    |            |            | 65,57    | 8 / 29 (30) |        |